# Cathédrale Notre-Dame de Kazan de Tchita
Cette  cathédrale n’est pas la seule cathédrale Notre-Dame-de-Kazan.
La cathédrale Notre-Dame de Kazan de Tchita (en russe : Кафедральный собор Казанской иконы Божией Матери), est une cathédrale orthodoxe d'architecture vladimiro-souzdalienne située dans la ville de Tchita, dans le kraï de Transbaïkalie, en Russie. Terminée en 2004, elle est le siège de la métropolie de Transbaïkalie et de l'éparchite de Tchita.

## Géographie
L'église est située dans la ville de Tchita, dans le kraï de Transbaïkalie, en Sibérie orientale. Elle se trouve au no 6 de la rue Boutine.

## Histoire
La construction de la cathédrale a commencé en 2001 sur le site de l'ancien stade sportif de la place de la gare. La première pierre est posée le 6 décembre 2001, sa construction fut terminée en 2004 et elle fut consacrée le 26 septembre 2004,.

## Architecture
La cathédrale, de style vladimiro-souzdalien, est devenue à sa consécration une des plus grandes cathédrales de Sibérie et d'Extrême-Orient russe,. Construite selon les pmans de l'architecte local Viktor Koulech, elle a été réalisée en bleu ciel avec certains éléments blancs, tandis que les dômes sont dorés. Le bleu permet de s'intégrer au ciel bleu presque tout le temps présent à Tchita, et elle aurait été construite à l'image de la cathédrale de la Transfiguration de Goubkine dans l'oblast de Belgorod.
Le clocher en croupe s'élève à plus de 60 m au-dessus de la place, et il s'accompagne de cinq dômes, dont le plus grand qui est haut de 47 m. Les murs sont décorées de niches décoratives et des ceintures d'arcade font le tour des tambours des chapitres et de l'abside,. La capacité de l'édifice est de 2 500 fidèles.

## Dédicataires
La chapelle principale de la cathédrale est dédiée à l'icône de Notre-Dame de Kazan, celle à gauche de celle-ci est dédiée aux membres canonisés de la dernière famille royale tandis que celle à droite est dédiée à Alexandre Nevski. Une chapelle dédiée au prince Vladimir Ier est enterrée sous le maître-autel. De plus près de la chapelle dédiée à Alexandre Nevski se trouve un sanctuaire avec les reliques de Varlaam du Chikoï, un saint local.